# Suctobelbila baderi
Suctobelbila baderi är en kvalsterart som beskrevs av Sandór Mahunka 1988. Suctobelbila baderi ingår i släktet Suctobelbila och familjen Suctobelbidae. Inga underarter finns listade i Catalogue of Life.